# Aeroportul Moises R. Espinosa
Aeroportul Moises R. Espinosa (IATA: MBT, ICAO: RPVJ) este un aeroport din Filipine ce deservește zona Masbate⁠(d). Aeroportul a fost tranzitat în 2022 de 51.339 de pasageri.
Situat la o altitudine de 7 m, aeroportul dispune de o singură pistă. Este operat de Civil Aviation Authority of the Philippines⁠(d).